# Кренжель (Ґрифицький повіт)
Кренжель (пол. Krężel, нім. Henkenheide) — село в Польщі, у гміні Плоти Ґрифицького повіту Західнопоморського воєводства.
Населення — 27 осіб (2011).
У 1975-1998 роках село належало до Щецинського воєводства.

## Демографія
Демографічна структура станом на 31 березня 2011 року:
|          | Загалом | Допрацездатний вік | Працездатний вік | Постпрацездатний вік |
| -------- | ------- | ------------------ | ---------------- | -------------------- |
| Чоловіки | 11      | 3                  | 7                | 1                    |
| Жінки    | 16      | 3                  | 8                | 5                    |
| Разом    | 27      | 6                  | 15               | 6                    |